# Noble, Illinois
Noble är en ort i Richland County i delstaten Illinois, USA.